# Prestataire de services de navigation aérienne
Pour les articles homonymes, voir ANSP.

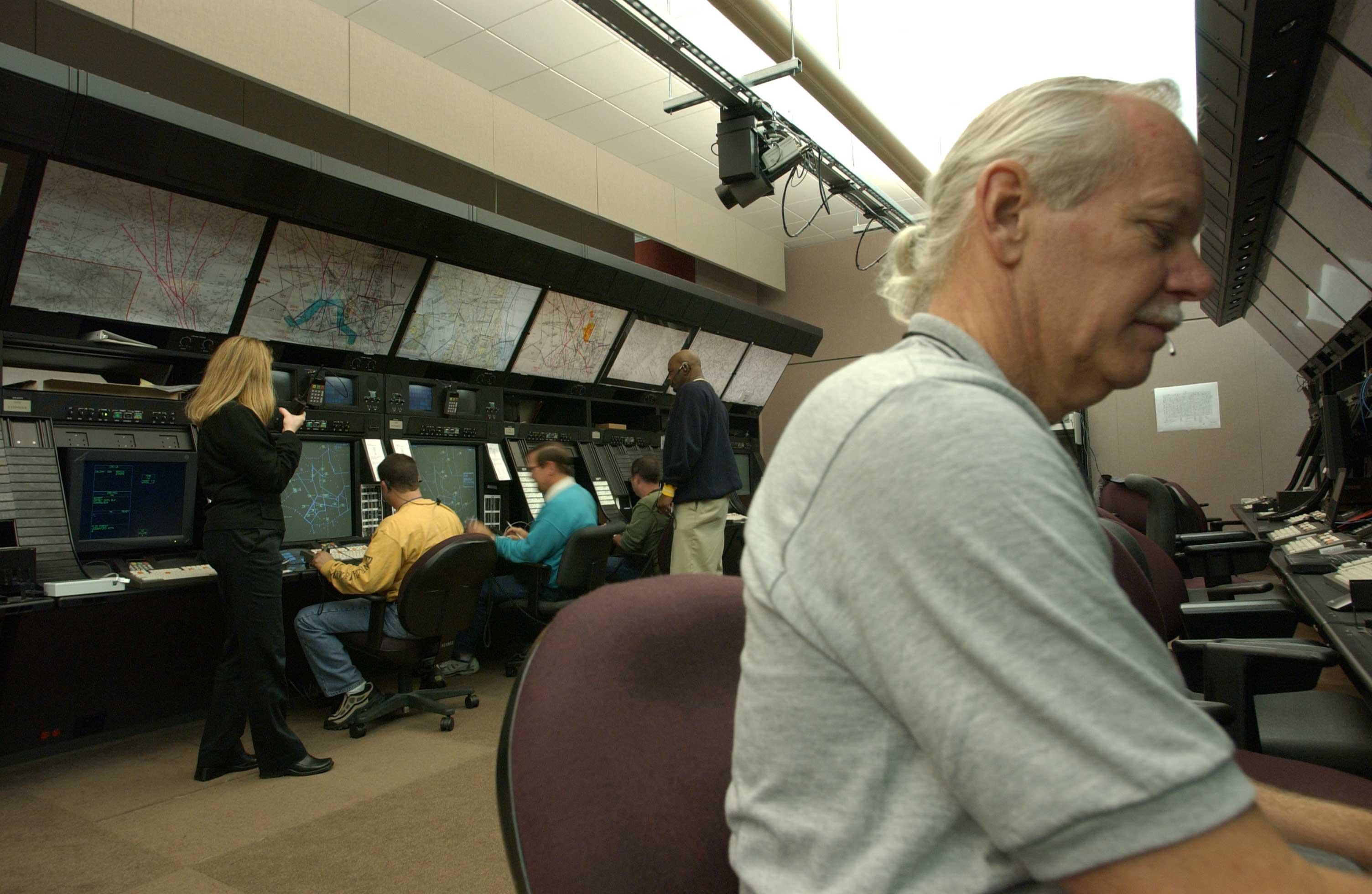
ARTC de Washington travaillant à l’ARTCC

Un prestataire de services de navigation aérienne (PSNA), en anglais Air Navigation Service Provider (ANSP), est un fournisseur de service de la navigation aérienne. C'est une organisation qui gère le trafic aérien pour une société, une région, ou un pays. Un fournisseur de service de la navigation aérienne peut être un service public, une entreprise appartenant à l'État, ou une organisation privée. Des ANSP civils du monde entier se sont rassemblés au sein de la Civil Air Navigation Services Organisation (CANSO).

## Liste de prestataires
| Nom | Pays ou région | Website                           |
| --- | --- | --------------------------------- |
| Aeronautical Radio of Thailand (AEROTHAI)                                                                     | Thailande | www.aerothai.co.th                |
| ENAIRE | Espagne | www.enaire.es                     |
| Air Navigation Services of the Czech Republic (ANS CR)                                                        | République tchèque | www.ans.cz                        |
| Agence pour la sécurité de la navigation aérienne en Afrique et à Madagascar (ASECNA)                         | Bénin, Burkina Faso, Cameroun, Centrafrique, Comores, Congo, Côte d'ivoire , France, Gabon, Guinée Bisau, Guinée Equatoriale, Madagascar, Mali, Mauritanie, Niger, Sénégal, Tchad, Togo | www.asecna.aero                   |
| Air Traffic & Navigation Services (ATNS)                                                                      | Afrique du Sud | www.atns.com / www.atns.co.za     |
| Airports Authority of India (AAI)                                                                             | Inde | www.aai.aero                      |
| Airservices Australia                                                                                         | Australie | www.airservicesaustralia.com      |
| Airways New Zealand                                                                                           | Nouvelle-Zélande | www.airways.co.nz                 |
| Saudi Air Navigation Service                                                                                  | Arabie saoudite | www.sans.com.sa                   |
| Armenian Air Traffic Services (ARMATS)                                                                        | Armenie | www.armats.am                     |
| Austro Control                                                                                                | Autriche | www.austrocontrol.at              |
| Avinor | Norvège | www.avinor.no                     |
| Azerbaijan Air Navigation Services (AZANS)                                                                    | Azerbaïdjan | www.azans.az                      |
| Skeyes (previously Belgocontrol)                                                                              | Belgique | www.belgocontrol.be               |
| Bulgarian Air Traffic Services Authority (BULATSA)                                                            | Bulgarie | www.bulatsa.com                   |
| Civil Aviation Authority of Pakistan (CAA Pakistan)                                                           | Pakistan | www.caapakistan.com.pk            |
| Civil Aviation Authority of Uganda (CAA Uganda)                                                               | Ouganda | www.caa.co.ug                     |
| Administration de l'aviation civile de Chine (CAAC)                                                           | Chine | www.atmb.net.cn                   |
| Civil Aviation Department (Hong Kong)                                                                         | Hong Kong | www.cad.gov.hk                    |
| Corporación Centroamericana de Servicios de Navegación Aérea (COCESNA)                                        | Amérique centrale | www.cocesna.org                   |
| Corporación Peruana de Aeropuertos y Aviación Comercial (CORPAC)                                              | Pérou | www.corpac.gob.pe                 |
| Croatia Control - Croatian Air Navigation Services                                                            | Croatie | www.crocontrol.hr                 |
| Departamento de Controle do Espaço Aéreo (DECEA)                                                              | Brésil | www.decea.gov.br                  |
| DFS Deutsche Flugsicherung (DFS)                                                                              | Allemagne | www.dfs.de                        |
| Devlet Hava Meydanları İşletmesi (DHMI, State Airports Authority)                                             | Turquie | www.dhmi.gov.tr                   |
| Direction des Services de la navigation aérienne (DSNA), agents AFIS et organismes militaires (DIRCAM, CSFA), | France | www.developpement-durable.gouv.fr |
| Dutch Caribbean Air Navigation Service Provider (DC-ANSP)                                                     | Curaçao | www.dc-ansp.org                   |
| ENAV S.p.A. (Ente Nazionale di Assistenza al Volo)                                                            | Italie | www.enav.it                       |
| Estonian Air Navigation Services (EANS)                                                                       | Estonie | www.eans.ee                       |
| Établissement national de la navigation aérienne (ENNA)                                                       | Algérie | www.enna.dz                       |
| EUROCONTROL Maastricht UAC                                                                                    | Belgique, Pays-Bas, Luxembourg, Allemagne nord-ouest | www.eurocontrol.int/...           |
| Federal Air Navigation Authority (FANA)                                                                       | Russie | www.gsga.ru                       |
| Federal Aviation Administration (FAA)                                                                         | USA | www.faa.gov                       |
| Finavia | Finlande | www.finavia.fi                    |
| HungaroControl                                                                                                | Hongrie | www.hungarocontrol.hu             |
| Instituto Nacional de Aeronáutica Civil (INAC)                                                                | Venezuela | www.inac.gob.ve                   |
| Irish Aviation Authority (IAA)                                                                                | Irlande | www.iaa.ie                        |
| Infraero | Brésil | www.infraero.gov.br               |
| Isavia | Islande | www.isavia.is                     |
| Jersey - CICZ                                                                                                 | Jersey | www.jersey-airport.com            |
| Kazaeronavigatsia                                                                                             | Kazakhstan | www.ans.kz                        |
| Latvijas Gaisa Satiksme (LGS)                                                                                 | Lettonie | www.lgs.lv                        |
| Letové prevádzkové služby Slovenskej republiky (LPS)                                                          | Slovaquie | www.lps.sk                        |
| LFV (Luftfartsverket)                                                                                         | Suède | www.lfv.se                        |
| Luchtverkeersleiding Nederland (LVNL)                                                                         | Pays-Bas | www.lvnl.nl                       |
| Malta Air Traffic Services (MATS)                                                                             | Malte | www.maltats.com                   |
| Moldovian Air Traffic Services Authority (MoldATSA)                                                           | Moldavie | www.moldatsa.md                   |
| National Air Navigation Services Company (NANSC)                                                              | Égypte | www.nansceg.net                   |
| National Air Traffic Services (NATS)                                                                          | Royaume-Uni, Centre de contrôle océanique de Shanwick, Aéroport de Gibraltar | www.nats.aero                     |
| Nav Canada | Canada | www.navcanada.ca                  |
| Navegação Aérea de Portugal                                                                                   | Portugal | www.nav.pt                        |
| Naviair | Danemark | www.naviair.dk                    |
| Nigerian Airspace Management Agency (NAMA)                                                                    | Nigeria | www.nama.gov.ng                   |
| Office of Civil Aviation and Airports                                                                         | Tunisia | www.oaca.nat.tn                   |
| Oro Navigacija                                                                                                | Lituanie | www.ans.lt                        |
| Polish Air Navigation Services Agency (PANSA)                                                                 | Pologne | www.pansa.pl                      |
| ROMATSA (ROMATSA)                                                                                             | Roumanie | www.romatsa.ro                    |
| Sakaeronavigatsia                                                                                             | Géorgie | www.airnav.ge                     |
| Serbia and Montenegro Air Traffic Services Agency (SMATSA)                                                    | Serbie et Monténégro | www.smatsa.rs                     |
| skyguide | Suisse | www.skyguide.ch                   |
| Slovenia Control                                                                                              | Slovénie | www.sloveniacontrol.si            |
| The Tower Company                                                                                             | Allemagne | www.the-tower-company.de          |
| Trinidad and Tobago Civil Aviation Authority (TTCAA)                                                          | Trinité-et-Tobago | www.caa.gov.tt                    |
| Ukrainian State Air Traffic Service Enterprise (UkSATSE)                                                      | Ukraine | uksatse.ua                        |
| Air Navigation and Weather Services (ANWS)                                                                    | Taiwan | www.anws.gov.tw/homeweb1.php      |
| Belarussian State Own Enterprise (BELAERONAVIGATSIA)                                                          | Belarus | www.ban.by                        |